# Rumble Fish
Rumble Fish – amerykański dramat z 1983 roku w reżyserii Francisa Forda Coppoli na podstawie noweli autorstwa S.E. Hinton pod tym samym tytułem.
Jeden z najmniej znanych oraz najmniej docenianych filmów Coppoli, krytykowany w czasie premiery okazał się klapą finansową. Niemniej jednak stworzone w czarno-białej konwencji dzieło stanowiło w późniejszych latach wzór dla innych twórców filmowych, film stanowił także początek kariery aktorskiej m.in. dla takich aktorów jak: Mickey Rourke, Matt Dillon, Nicolas Cage czy Laurence Fishburne.

## Fabuła
Fabuły nie można jednoznacznie określić, ponieważ możemy podzielić ją na dosłowną oraz symboliczną. Dosłownie jest to prosta historia zbuntowanego nastolatka Rusty’ego Jamesa, który próbuje wskrzesić działalność „gangów” w swoim mieście, ostatecznie nieskutecznie. W kwestii symbolicznej widz może odnaleźć wiele wątków i schematów, które zostały spotęgowane poprzez walory estetyczne obrazu. Odnajdziemy tutaj walkę dobra ze złem, determinizm jednostki ludzkiej, jej bunt przeciwko ustalonemu porządkowi, wreszcie tragizm istnienia ludzkiego. 
Zbuntowany Rusty James (Matt Dillon), młody kilkunastoletni chłopak żyje nieustannymi wspomnieniami o swoim bracie Motorze (w tej roli Mickey Rourke), dlatego co rusz uczestniczy w ulicznych walkach pomiędzy zwaśnionymi nastolatkami. Ma nadzieję na powrót tzw. gangów, które przed kilku laty rządziły całym miastem i na fali których wyrosła legenda Motora. Jej pozostałości widnieją na miejskich murach w postaci graffiti („Motorcycleboy regins” – „Motor rządzi”)

## Główne role
- Matt Dillon – Rusty James
- Mickey Rourke – Motorcycle Boy
- Diane Lane – Patty
- Dennis Hopper – Ojciec
- Diana Scarwid – Cassandra
- Vincent Spano – Steve
- Nicolas Cage – Smokey
- Chris Penn – B.J. Jackson
- Laurence Fishburne – Midget
- William Smith – Patterson
- Michael Higgins – pan Harrigan
- Glenn Withrow – Biff Wilcox
- Tom Waits – Benny